# 위국일기
위국일기(違国日記)는 일본의 만화가 야마시타 토모코의 만화 작품이다. 일본의 쇼텐샤에서 발행하는 만화 잡지인『FEEL YOUNG』2017년 7월호부터 2023년 7월호까지 연재되었으며 단행본 전11권 으로 완결되었다. 일본 현지에서 누계 판매수는 170만 부를 돌파하였다. 화수마다 카운트는 'page'로 세고 있다.
일본의 '만화 대상 2019' 4위, '이 만화가 대단하다! 2019' 여성 부문 4위를 차지하였으며 가도카와에서 발간하는 잡지 다빈치의 'BOOK OF THE YEAR 2023' 코믹 랭킹 1위를 차지하였다.
사람을 대하는 것이 많이 서투른 35세의 독신 여성 소설가 코다이 마키오(高代槙生)와, 부모가 모두 돌아가시고 이모인 마키오에게 거두어 키워지게 된 열다섯 살 소녀 타쿠미 아사(田汲朝)를 주인공으로, 좀처럼 서로의 생각을 이해하지 못하면서도 똑바로 마주하려 드는, 그러면서 조금씩 서로가 서로에게 둘도 없는 관계가 되어 가는 모습을 그려냈다.
2024년 6월 7일에 실사 영화가 공개되었다. 또한 TV 애니메이션 제작이 결정되기도 했다.

## 줄거리
중학교 3학년의 겨울, 타쿠미 아사는 부모님을 갑작스런 교통사고로 잃고, 부모님의 장례식장에서 고아가 된 아사를 두고 사실은 친자식이 아니었던 것 아니냐, 같은 무심한 말들을 쏟아내며 아사를 두고 '폭탄 돌리기'를 하는 친척들의 모습을 보다 못한 이모 코다이 마키오가 충동적으로 자신이 아사를 맡겠다고 선언해 아사를 데리고 오게 되고, 아사는 소설가로 맨션에서 자취하고 있는 이모 마키오와 동거하게 된다.
낯가림이 심하고 살림 능력도 바닥을 기는 마키오는 아사와의 동거 생활에 고역이지만, 아사 쪽은 이모인 마키오를 '어른스럽지 않은 어른'이자 '대하기 어려운 사람'이라고 생각하면서도 이모와는 달리 낯가림 없이 새로운 생활을 솔직하게 받아들이고 적응해 간다. 아사는 이듬해 봄에 고등학교에 입학하고, 이모 마키오와 동거하며 사춘기를 보낸다.

## 등장인물

### 주요 인물
코다이 마키오(高代 槙生)
35세. 직업은 소설가이며 성씨만 히라가나로 풀어쓴 'こうだい槙生'라는 필명으로 10대 소녀 독자들을 대상으로 한 소설, 또는 에세이 등을 집필하고 있다.
언니 부부가 교통사고로 사망하고 천애고아가 된 조카 타쿠사 아사를 충동적으로 자신의 집으로 데리고 와 동거하게 된다. 낯가림이 심해 사람을 대하기 어려워하며, 살림 능력도 바닥이라 아사를 데리고 온 뒤로는 아사가 주로 집안일을 도맡아 하고 있다.
타쿠미 아사(田汲 朝)
15세. 중학교 3년. 교통사고로 부모를 잃고 이모의 야생에 몸을 돌린다.
친절하고 솔직한 성격. 마키오는 이따금 강아지로 비유한다. 이모 마키오의 권유로 마키오와의 동거생활을 일기로 쓰기 시작하고, 일기에 '위국일기'라는 제목을 붙인다.

### 마키오과 아사 관련 인물
코다이 미노리(高代 実里）
고인(향년 42세). 마키오의 언니로 타쿠미 하지메 즉 아사의 아버지와는 생전에 사실혼 관계였으며 교통사고로 함께 사망했다.
여동생 마키오에 대해서는 "너는 글러먹었으니 말해 주는 거다"라는 등으로 고압적인 태도로 대하는 경우가 많았고, 때문에 마키오는 언니를 싫어했으며 부고를 듣고도 슬픈 생각이 들지 않았다. 딸 아사에게 일기를 남겼다.
타쿠미 하지메((田汲 はじめ)
고인(향년 41세). 아사의 아버지로 미노리와는 학생 시절 세미나가 같아서 만나게 되었고, 그 무렵부터 교제하였다. 말수가 적은 사람이었다.
코다이 쿄코(高代 京子)
미노리와 마키오 자매의 어머니로 아사에게는 외할머니가 된다. 외손녀인 아사를 아끼지만 미노리가 사망했을 때 경찰에서 사망자의 시신 확인을 요청했을 때 '그런 무서운 것을 노인네가 어떻게 할 수 있느냐'며 이를 거부하고 아사에게 시켰으며, 마키오는 이를 언급하며 "절대 용서가 안 된다"고 아사 앞에서 말하기도 했다.
토노 카즈나리(塔野 和成)
변호사로 후견감독인. 아사의 이모로써 후견인이 된 마키오를 감독하는 역할을 맡으며 두 사람과 관계를 가지게 된다.
변호사임에도 불구하고 사람에 대해 입발린 소리로 완곡하게 표현할 줄 모르고, 상대의 심기를 파악하는 눈치도 없다.
하지만 근본 성품은 상냥한 성격으로 아사를 진심으로 생각하고 걱정해 주고 있으며, 낯가림이 심하고 인간에 대한 경계심도 많은 편인 마키오도 토노에 대해서는 "믿고 맡기겠습니다."라고 그의 책임감과 성품을 인정했다.

### 마키오의 친구
다이고 나나(醍醐 奈々)
35세. 마키오의 학창 시절부터 친구로 지냈다. 마키오가 아사를 자신의 집으로 데리고 왔다는 소식을 듣고 바로 찾아온다.
카사마치 신고(笠町 信吾)
마키오의 전 남자친구이다. 마키오와 헤어진 뒤에도 마키오에 대해 호의를 보이며, 시간이 흐르면서 전 여자친구인 마키오와 '새로운 관계'를 맺어 간다.
아사로부터는 마키오와 왜 헤어졌느냐고 돌직구로 질문받아 버리자 당황해하면서도 "내가 잘못했지. 오만했고"라고 대답해 준다.
코토코(コトコ)
마키오의 학창 시절 친구이다.
모츠(もつ)
마키오의 학창 시절 친구이다. 남편의 바람기 때문에 이혼한지 얼마 안 되었다.
마키오에게 아사에게 다가갈 방법에 대해 조언해 준다.
슈도 이츠키(樹乃 イツキ)
마키오의 소설가 친구이다.

### 아사의 친구 · 관련 인물
나라 에미리(楢 えみり)
아사의 동급생으로 초등학교 때부터 함께 다닌 친구이다. 중학교 졸업 때 일시 관계가 악화되었으나 같은 고등학교에 진학하며 예전의 관계가 되어간다.
나라 미치코(楢 美知子）
에미리의 어머니. 47세. 마키오와 친해진다.
모리모토 치요(森本 千世)
아사의 동급생. 부모님이 모두 의사이고 본인도 수재이며 입학생 총대표를 맡아 연설하기도 했다.
제2지망이었던 의대에 수험했을 때는, 여자들만 점수를 깎는 부정입시로 인해 불합격하고 말았음에도 의대 수험을 계속하게 된다.
쇼코(しょうこ)
에미리의 동성 연인으로 같은 학원에 다니고 있다.
타마시로(玉城)
에미리의 클래스 메이트. 클래스 내에서는 '필승조'라 불리는 상위 카스트의 일원에 속한다.
같은 여자들도 부러워할 정도의 미인이지만, 중학교 시절에는 심하게 왕따당하고 있었다.
미모리(三森)
아사와 같은 경음악부 소속 여학생. 경음은 고등학교까지 하고 그만둘 생각이라서 지금 할 수 있을 때 마음껏 해 두려고 하고 있다.
모리(森)
아사의 클래스 메이트. 흑인으로 키가 크다. 아사과 첫 대면했을 때 부 활동 등과 관련해 이야기하고 있었다. 중학교 때에 배구부에 잠깐 들어갔었으나 선배들의 갈굼이 심해서 부 활동에는 거의 나가지 않았고, 고등학교에 들어와서 친구와 함께 보러 간 탁구부의 분위기가 마음에 들어 가입할지 고민하고 있다고 한다.

## 서지 정보
- 야마시타 토모코 「위국일기」쇼텐샤 <필 코믹스 스윙>, 전 11 권
  1. 2017년 11월 8일 발매[祥 1]、ISBN 978-4-396-76717-4
  2. 2018년 5월 8일 발매[祥 2]、ISBN 978-4-396-76733-4
  3. 2018년 11월 8일 발매[祥 3]、ISBN 978-4-396-76749-5
  4. 2019년 4월 27일 발매[祥 4]、ISBN 978-4-396-76764-8
  5. 2019년 12월 7일 발매[祥 5]、ISBN 978-4-39-676775-4
  6. 2020년 8월 6일 발매[祥 6]、ISBN 978-4-396-76800-3
  7. 2021년 2월 8일 발매[祥 7]、ISBN 978-4-396-76816-4
  8. 2021년 10월 8일 발매[祥 8]、ISBN 978-4-396-76842-3
  9. 2022년 4월 25일 발매[祥 9]、ISBN 978-4-396-76855-3
  10. 2023년 2월 8일 발매[祥 10]、ISBN 978-4-396-76876-8
  11. 2023년 8월 8일 발매[祥 11][37]、ISBN 978-4-396-76893-5

- 한국어 정식 발매판은 한국의 대원씨아이를 통해 발매되었으며, 권수는 일본과 같은 전11권이다.

## 실사 영화
2024년 6월 7일에 실사영화가 개봉하였다. 감독은 세타 나츠키, 주연은 아라가키 유이와 하야세 이코이. 하야세 이코이는 오디션에서 뽑힌 신인이다.
한국에는 2024년 10월 2일에 국내 개봉하였다.

### 캐스트

#### 주요 인물(실사 영화)
코다이 마키오
배역 - 아라가키 유이(新垣結衣)
35세. 극도의 낯가림으로 사람 대하는 것이 서투른 소설가. 조카 아사가 부모를 잃고, 친척들도 서로 아사를 떠넘기려고만 하는 모습을 보다 못해 충동적으로 아사를 자신의 집으로 데리고 오게 된다
타쿠미 아사
배역 - 하야세 이코이(早瀬憩)
15세. 마키오의 조카. 교통사고로 부모님을 잃고 이모 마키오에게 이끌려 동거생활을 하게 된다.

#### 마키오와 아사 관련 인물(실사 영화)
코다이 미노리
배역 - 나카무라 유코
마키오의 언니이고 아사의 어머니. 주차장에 정차해 있는 사이에 차가 트럭에 치여 사망했다.
동생 마키오에 대해서는 고압적으로 대하는 경우가 많았다. 딸 아사에게 자신의 생각을 쓴 일기를 남긴다.
타쿠미 하지메
배역 - 오츠카 히로타
아사의 아버지로 미노리와는 사실혼 관계였다. 미노리와 함께 사고로 사망한다.
코다이 교코
배역 - 긴푼초(銀粉蝶)
미노리와 마키오의 어머니로 아사의 외할머니.
토노 카즈나리
배역 - 소메타니 쇼타(染谷将太)
변호사. 후견 감독인으로서 야요이와 아침 생활을 지켜본다.
나라 미치코
배역 - 요시모토 나호코
에미리의 어머니로 아사나 마키오를 어떻게 지내고 있는지 걱정해 준다.
친척
배역 - 도쿠바시 미노리(徳橋みのり), 고마쓰 루미(小松留美), 아다치 마코토(足立誠), 야마무라 타카코(山村崇子), 다카하시 요시카즈(高橋義和) 등
아사의 부모님의 장례에 참석한 친척들로 아사를 서로 떠맡지 않으려 '폭탄 돌리기'를 하고 있었고, 이 모습을 보다 못한 마키오가 충동적으로 아사를 자신의 집으로 데리고 온다.

#### 마키오 관련 인물
다이고 나나
배우 - 카호
마키오의 중학교 절친으로 아사로부터도 동경받고 있으며, 마키오와 아사가 서로 이해하고 마음을 터놓을 계기를 마련해 준다.
카사마치 신고
배역 - 세토 코지
마키오의 전 남자친구였으며 현재는 서로 좋은 친구로 지내고 있다.

#### 아사 관련 인물(학교)
나라 에미리
배역 - 코미야마 리나(小宮山莉渚)
아사의 절친. 아사에게만 자신이 동성 연인이 있다는 것을 알려 준다.
모리모토 치요
배역 - 이레이 히메나(伊礼姫奈)
아사의 클래스 메이트. 신입생 총대표를 맡는 등 성적은 학년에서 가장 우수하다.
해외의 메디컬 프로그램 유학을 희망하고 있었지만 여자라는 이유로 선고 발탁에서 제외되고 만다.
나카노(中野)
배역 - 에마 그레이스(エマ・グレイス)
아사의 클래스 메이트로 부 활동 같은 것에 대해 이야기했다.
요시무라(吉村)
배역 - 모치즈키 하루키(望月春希)
아사의 클래스 메이트. 중학교 시절에 이어 고등학교에서도 아사와 만나 같은 반이 된다.
아스카(飛鳥)
배역 - 가네다 세나(金田静奈)
아사의 클래스 메이트.
간다(神田)
배역 - 구리모토 유키(栗本有規)
아사의 클래스 메이트.
사카모토(坂本)
배역 - 사카이 다이치(酒井大地)
아사의 클래스 메이트. 모리모토가 수험 문제와 관련해 담임에게 항의하다가 교실에서 뛰쳐나가는 것을 보고 자신도 모르게 "멋지다!"라고 내뱉어 버린다.
키나(キーナ)
배역 - 키나 유이(喜納唯)
아사의 클래스 메이트.
고등학교 담임 선생
배역 - 가와시마 준야
해외의 메디컬 프로그램 유학 대상자가 성적에 상관없이 남학생으로 지정되자 모리모토로부터 맹렬한 항의를 받았다.
중학교 담임 선생
배역 - 다치쿠라 요코(立蔵葉子)
아사의 중학교 시절 담임으로 아사의 부모님이 사고로 돌아가셨다는 이야기를 반 아이들에게 모두 알렸고, 이로 인해 아사가 격노하게 된다.
아베(阿部)
배역 - 마에다 아오이(前田あおい)
아사의 중학교 시절의 동급생.
기타지마(北島)
배역 - 다케시타 유우나(竹下優名)
아사의 중학교 시절의 동급생(中学生時代の同級生).
아사의 클래스 메이트
배역 - 미나미 류와(南龍和)、우에사카 하야토(上坂隼人)、우에사카 유토(上坂悠斗)、다케시타 유우나(竹下優名)、가미바야시 다이세이(神林泰成)

#### 고등학교 경음부
미모리
배우 - 타키자와 에리카(滝澤エリカ)
아사의 클래스 메이트. 경음부 소속이며. 기타 & 보컬 담당.
이시다 부장(石田部長)
배우 - 고바야시 카이토(小林櫂人)
경음부 부장. 베이스 담당. 미니 라이브 보컬 희망자가 없는지 부원에게 묻는다.
요시키 선배(吉木先輩)
배역 - 마츠자키 미유(松崎未夢)
아사가 속해 있는 경음부의 선배. 드럼 담당.
고토(後藤)
배역 - 마스이
경음부원.
미네다(峯田)
배역 - 미조구치 켄타
경음부원.

#### 기타
에미리의 교제 상대
배우 - 하나오카 스미레(花岡すみれ)
에미리의 동성 교제 상대. 에미리와 같은 학원에 다니고 있다.
에미리의 친구
배우 - 나카야마 미미(中山碧瞳)
이웃 사람
연기 - 하라 후키코(原扶貴子)
아사가 부모님 생전에 살던 아파트의 이웃. 어쩌다 집을 착각해서 돌아온 아사에게 말을 건다.

### 스탭
- 원작 - 야마시타 토모코 『違国日記』（祥伝社FEEL COMICS）[45]
- 감독・각본・편집 - 세타 나츠키(瀬田なつき)[45]
- 음악 - 다카기 마사카츠
- 인스파이어 송 - 十明「夜明けのあなたへ」(EMI Records)[46]
- 극중 노래 -「あさのうた」（작사 ・작곡 : 橋本絵莉子）[9]
- 제작 - 太田和宏、小山洋平、桑原佳子、奥村景二[47]
- 프로듀서 - 니시가야 도시카즈(西ヶ谷寿一), 니시미야 유키(西宮由貴)[47]
- 공동 프로듀서 - 西田佑子[47]
- 라인프로듀서 - 飯塚信弘、深津智男[47]
- 기획 - 橋本匠子[47]
- 촬영 - 시노미야 히데토시(四宮秀俊)[47]
- 조명 - 나가타 히데노리(永田ひでのり)[47]
- 미술 - 아타카 노리후미(安宅紀史),  다나카 나오즈미(田中直純)[47]
- 녹음 - 다카다 신야(髙田伸也)[47]
- 의상 - 코케츠 하루키(纐纈春樹)[47]
- 헤어메이크업 - 아라이 하루카(新井はるか)[47]
- 음악 프로듀서 - 기타하라 쿄코(北原京子)[47]
- 음향효과 - 오카세 아키히코(岡瀬晶彦)
- 조감독 - 久保朝洋[47]
- 제작담당 - 桑原学[47]
- 조성 - 일본 문화청 문화예술진흥비 보조금(文化庁文化芸術振興費補助金, 영화 창조활동 지원사업) 독립행정법인 일본예술문화진흥회(独立行政法人日本芸術文化振興会)[45]
- 제작사 - ジャンゴフィルム
- 배급 - 도쿄 씨어터, 하쿠도[45]
- 기획・제작 - 도쿄 씨어터
- 제작 -「違国日記」製作委員会（東京テアトル、博報堂DYミュージック&amp;ピクチャーズ、VAP、日本出版販売）[45]

## TV 애니메이션
2024년 5월에 애니메이션 제작이 발표되었다.

### 스탭
- 원작 - 야마시타 토모코[10]
- 감독 - 오기 미유키(大城美幸)[10]
- 구성·각본 - 키야스 코헤이[10]
- 캐릭터 디자인 - 하네야마 켄지(羽山賢二)[10]
- 음악 - 우시오 겐스케(牛尾憲輔)[10]
- 애니메이션 제작 - 슈카[10]

### 내용주
1. ↑  6권에 「page 26.5:SMALL TALK」, 10권에 「page 47.5:SMALL TALK-2」가 실렸던 회차까지 포함시킨 것이다.
2. ↑  4권 「에미리의 일기」(えみりの日記), 5권 「토노의 일기 『휴일』」(塔野の日記『休日』), 7권 「도고 유토의 일기」(東郷優斗の日記)이다. 이밖에 「부록」(おまけ)으로 1권에 「승리 세러모니 이곳저곳」(ガッツポーズそれぞれ), 2권에 「침대 이곳저곳」(寝相それぞれ), 3권에 「방안 이곳저곳」(部屋それぞれ)이 실렸다.
3. ↑  가족 세 명이 함께 외출했다가 주차장에 잠시 정차해 있는 사이에 트럭에 충돌했고, 아사만은 마침 차 밖에 나가 있어서 무사할 수 있었다. [14]
4. ↑  아사가 스무 살이 될 때 주라고 한 것으로, 아사의 이름에 대해서는 "네 이름은 반드시 찾아오는, 새롭게 아름다운 것이라는 의미를 담아 열심히 생각해서 지었어. 네가 누구에게나 사랑받을 수 있도록"이라고 쓰여 있었다.[15]
5. ↑  아사의 부모님이 사고사한 것과 관련해 연락상의 문제가 있었기 때문이다.